# Highway Cruiser
Highway Cruiser is het vierde studioalbum van de Belgische rockband Black Box Revelation. Het album werd uitgebracht op 16 oktober 2015 en kwam als nummer één binnen in de Vlaamse Ultratop 50.

## Tracks
| Nummer | Titel                                  | Duur  |
| ------ | -------------------------------------- | ----- |
| 1      | "Stop Breathing"                       | 3:37  |
| 2      | "Riverside"                            | 4:02  |
| 3      | "War Horse"                            | 3:16  |
| 4      | "Highway Cruiser"                      | 4:53  |
| 5      | "Pounding Heart"                       | 3:35  |
| 6      | "Live Forever"                         | 4:20  |
| 7      | "I Knew All Along"                     | 2:59  |
| 8      | "Gloria" (featuring The Gospel Queens) | 3:36  |
| 9      | "Walk Another Line"                    | 4:18  |
| 10     | "I Can't Find it"                      | 4:48  |
| 11     | "Pounding Heart" (Electric Version)    | 3:45  |
| Totaal |                                        | 43:00 |